# 牧志公設市場

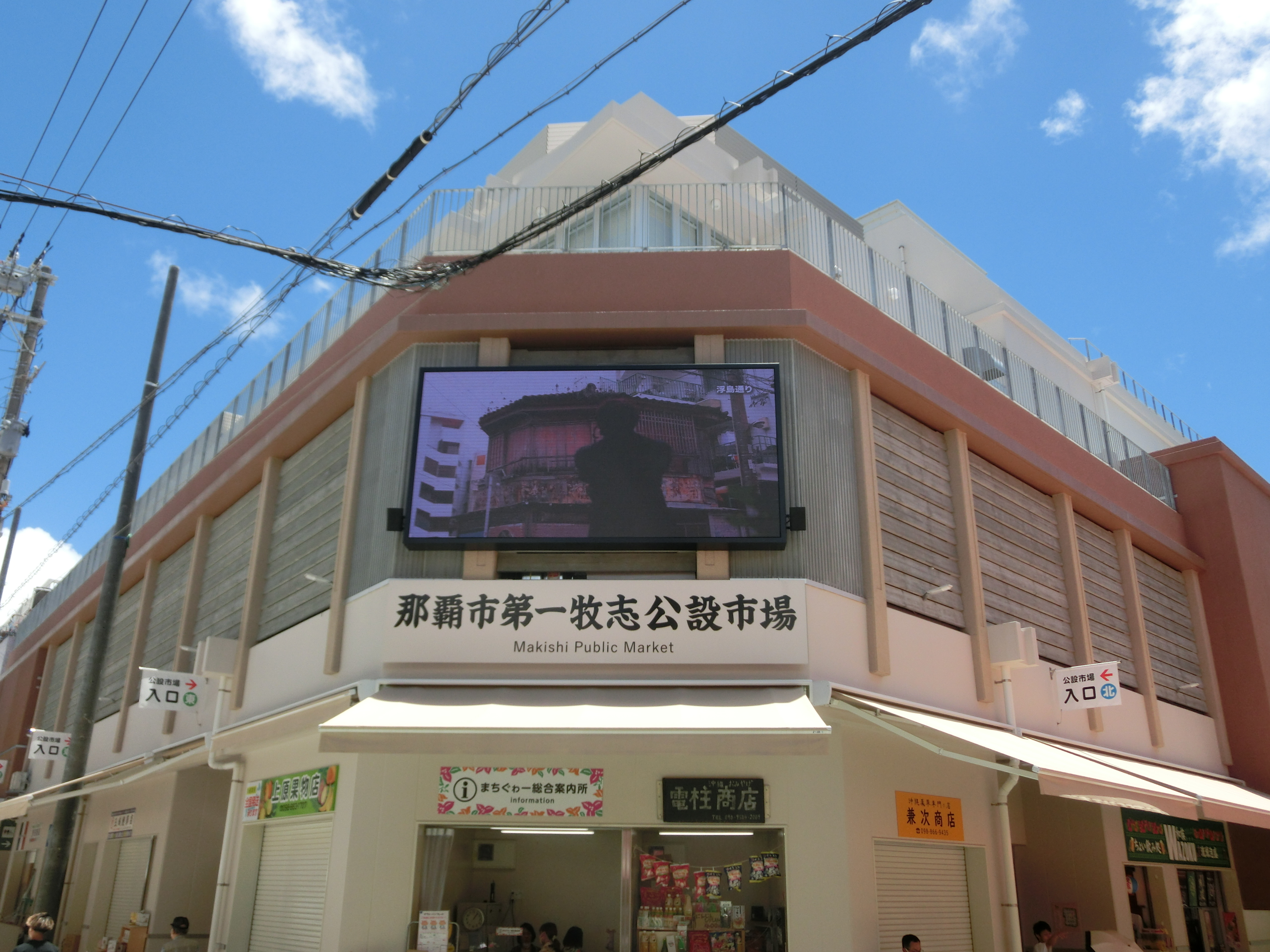
牧志公設市場（2023年7月）

牧志公設市場（まきしこうせついちば）は、沖縄県那覇市にある公設市場。
2001年の第二牧志公設市場閉鎖、2022年の牧志公設市場雑貨部・衣料部閉鎖により、那覇市松尾2丁目の「第一牧志公設市場」のみとなっている。

## 施設
市場は国際通りから市場本通りを約150メートル入った場所に整備され、三方が歩行者専用道路に接している。
現市場は2023年（令和5年）3月19日に開業した3階建ての建物である。通りの3面に入口を設けて、回遊や通り抜けができる設計になっている。
- 3階 - 管理事務所など[1]
- 2階 - 食堂など[1]。1階で買った食材を2階で調理してもらう「持ち上げ」というシステムがある[4]。
- 1階 - 内小間（精肉部、鮮魚部、生鮮部）、外小間など[1]

1階にサービスカウンター、2階にイベントスペース、3階に多目的スペースを設置している。
なお、牧志公設市場では1970年代から80年代にかけてアーケードが設置され、市場の建て替えで2020年にいったん撤去されたが、2024年に再整備工事が行われた。

## 歴史

### 旧市場

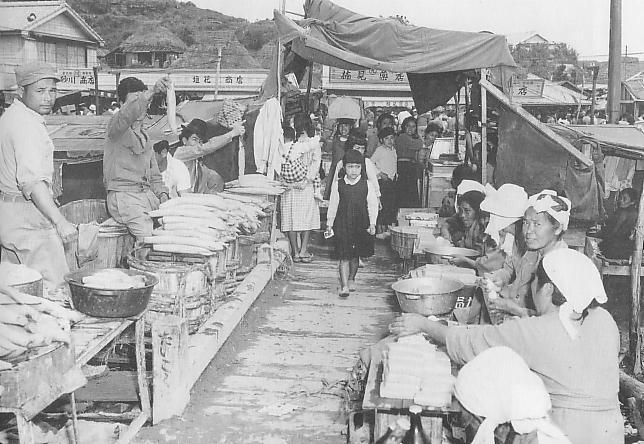
1950年頃のガーブ川の水上店舗

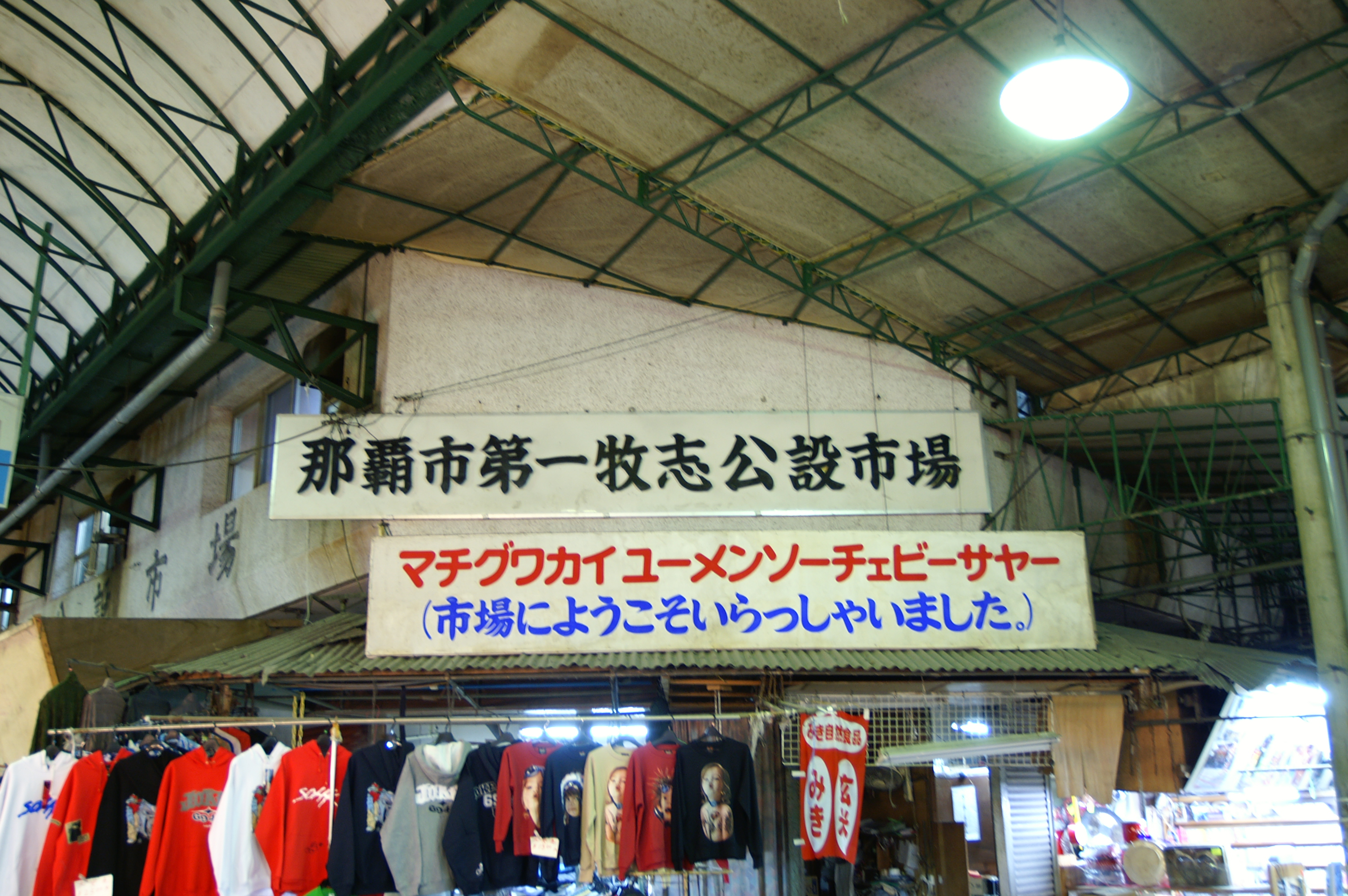
牧志公設市場の看板
（建て替え前のもの）

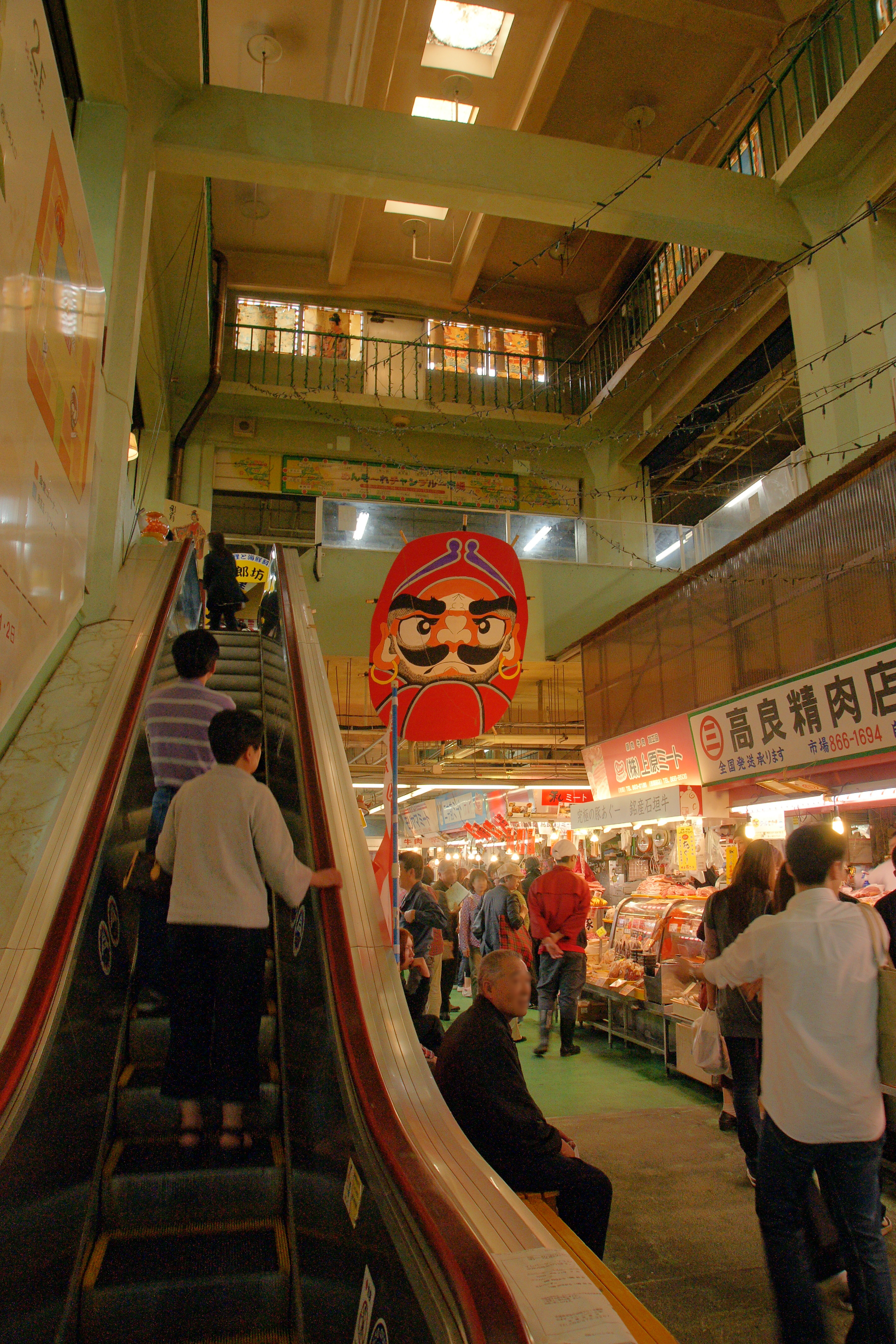
市場の内部
（建て替え前、1階エスカレーター）

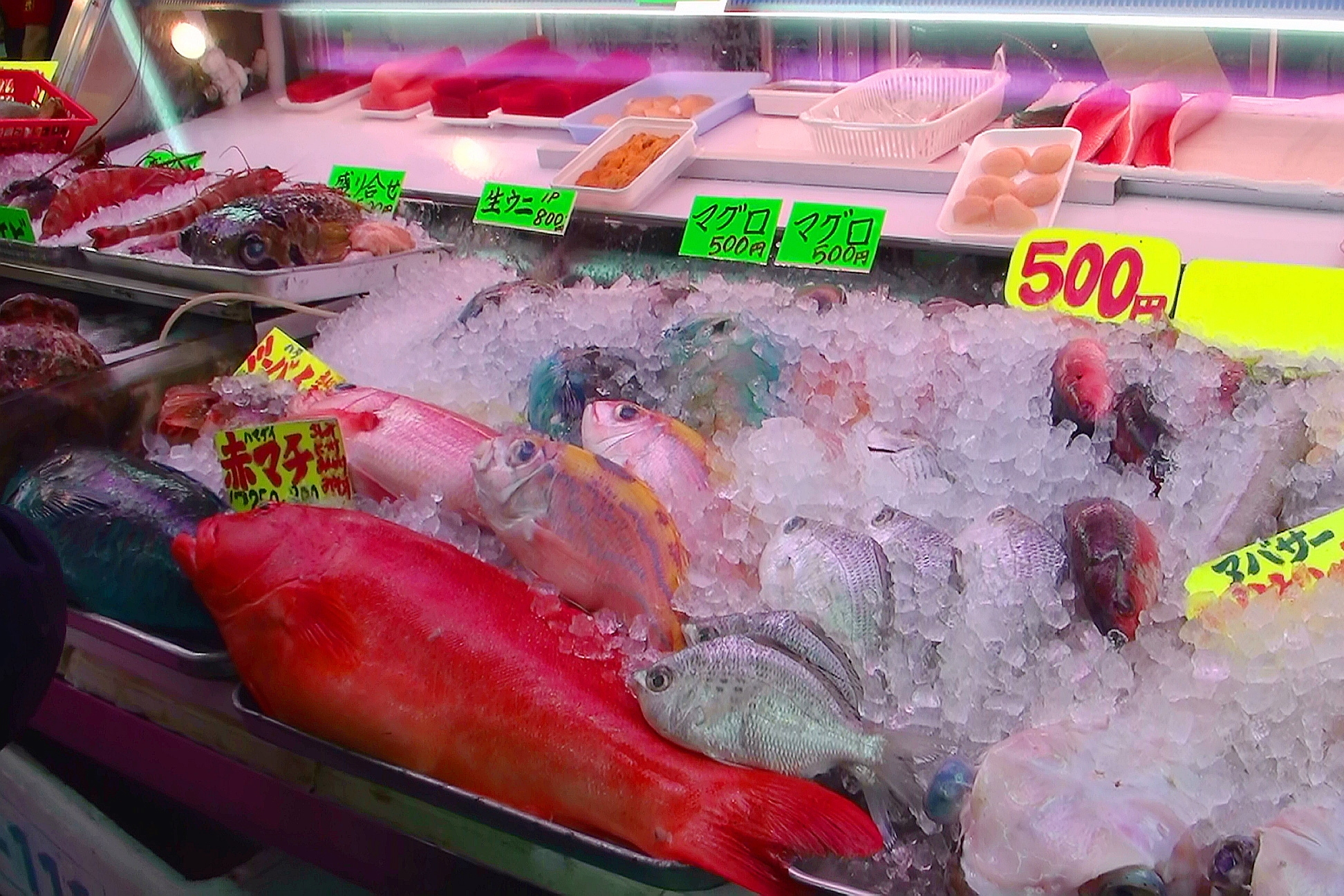
亜熱帯の沖縄で採れる鮮魚が並ぶ
（建て替え前のもの）

那覇では1918年頃に各地の市場（マチ）が旭橋付近の東町に統合移転していた。
第二次世界大戦後、開南バス停付近に自然発生的に闇市が興った。川沿いだけでなく川の上にも水上店舗が立ち並ぶ状態だったが、一帯はもともと郊外の湿地帯だったため大雨のたびに洪水が起こり、衛生的にも問題になっていた。陸上の業者は水上店舗により川の許容水量が落ちているとして店舗の一掃を求めたが、水上業者も組合を結成して対抗し、市民間の対立が深刻化していた。
そこで那覇市は公的管理が及ぶ公設市場の必要性を認め、1950年、市が米軍管理用地約9800m2を借地契約を締結。1951年に那覇市営の牧志公設市場として開設した。
しかし、この用地は元々私有地だったため、1960年代に地主が返還を要求し始めると市場存続問題が生じた。市は一度は市場の移転と用地明け渡しを決定し、近くに移転先を確保したが、市場の業者たちがこの移転先について「人通りが少ない裏路地では商売にならない」と反対運動を起こしたため、交渉は難航することとなった。市は1969年、この移転用地に第二牧志公設市場を開設したが業者の移転は進まず結局、旧市場は第一牧志公設市場と改名して存続することとなった。その後、地主との交渉も決着し、第一牧志公設市場は1972年に二代目へと立て替えられた。両市場は「市民の台所」として戦後の沖縄を支えてきたが、1972年の本土復帰を境として本土資本の大手百貨店やスーパーマーケット進出のあおりを受け、徐々に客足が減退していくこととなり、2001年には第二牧志公設市場が閉鎖された。

### 建て替え
第一牧志公設市場についても施設の老朽化が顕著となり、2006年度（平成18年度）の耐力度測定調査で建替え時期に来ているとの調査結果が出された。
那覇市第一牧志公設市場再整備事業基本計画では「現位置建替え案 仮店舗リース方式」を採用。2019年6月16日で旧市場の建物での営業を終了した。そして2019年7月から近傍のにぎわい広場においてリースにより仮設市場を整備し、再整備事業の期間中は市場機能を移転していた（仮設市場での営業は2023年3月4日に終了）。

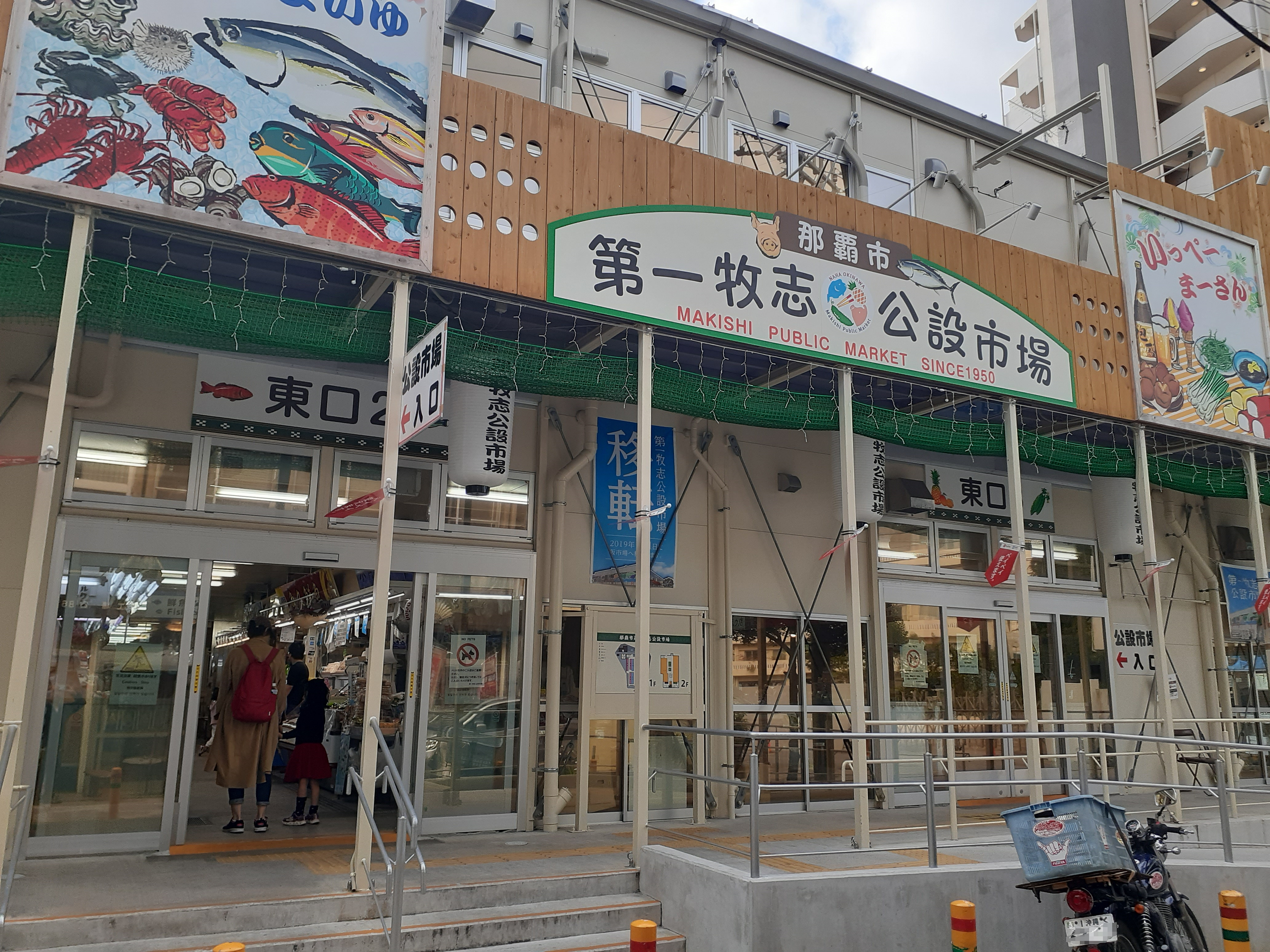
仮移転した第一牧志公設市場（2020年1月5日）。

新市場は建て替え工事が長引くなどの影響もあったが、2023年3月19日に開業した。

### 沿革
- 1950年 - 牧志公設市場として開設[1]。
- 1969年 - 第二牧志公設市場が開設。それにより牧志公設市場が第一牧志公設市場へ改名[1]。
- 2001年 - 第二牧志公設市場が閉鎖[1]。
- 2019年 - 第一牧志公設市場が旧第二牧志公設市場跡に設置された仮設市場に移転。
- 2022年2月28日 - 牧志公設市場雑貨部・衣料部が閉場[2]。
- 2023年3月19日 - 第一牧志公設市場が元の場所に新築移転[3]。

## 所在地
- 沖縄県那覇市松尾2-10-1

## 交通
モノレール
- 沖縄都市モノレール線の牧志駅、美栄橋駅、県庁前駅より徒歩。公式に最寄りとされている駅は美栄橋駅である。美栄橋駅から沖映通りを国際通り方面に直進する。

路線バス
- てんぶす前バス停（市内線専用）、牧志バス停（市外線専用）より徒歩。国際通りから接続する平和通りより入ると分かりやすい。停車路線は国際通り#路線バスを参照。

自動車
- 市場に付帯する駐車場はないが、小規模なコインパーキングが付近の随所にある。なお、周辺は細い道が入り組んでいる。

## 閉鎖された市場
第二牧志公設市場
沖縄県那覇市松尾2丁目。1969年開設。2001年閉鎖。
第二牧志公設市場の跡地は更地にされた後、「那覇市中心商店街にぎわい広場」として整備されている。
牧志公設市場雑貨部・衣料部
沖縄県那覇市牧志3丁目3-4。1951年開設。1982年改築。2022年閉場。
牧志公設市場雑貨部・衣料部のうち、雑貨部跡にはメキシコ料理店などが2025年7月から8月にかけて、衣料部跡にはフードホールが同年10月頃に開業する予定となっている。